# Videoxoc
Videoxoc (també escrit VideoXOC) va ser un programa de televisió juvenil dirigit per Joan Sibina que va ser emès a TV3 (i ocasionalment a Canal 9) entre 1992 fins al 1995 en horari de tarda, justament després del Club Super 3 (del qual Joan Sibina també va ser director fins al 1995). També s'emetia un recopilatori de la setmana els caps de setmana a migdia.
Va ser un dels primers programes televisius dedicat completament al món dels videojocs i el primer en llengua catalana, que en aquest cas consistia a comentar jocs d'actualitat valorant cadascun dels seus aspectes, tot això mitjançant unes amistoses veus en off amb un estil molt peculiar. Encara que a part dels comentaris, tal programa també incloïa seccions on es donava resposta a les cartes dels televidents, habitualment demanant trucs sobre jocs; una secció amb rànkings dels cinc millors jocs de cada sistema; i cada cert temps s'organitzava un concurs en centres comercials on dos participants es batien en duel en el videojoc de moda amb tal d'aconseguir interessants premis.
Com a dada curiosa, el 1995, la discogràfica Horus va editar un casset i CD de música amb els drets del programa on s'incloïen "mescles" de diferents temes sobre videojocs al més pur estil techno/dance de l'època.

## Equip del programa (1994)
- Director: Joan Sibina
- Realitzador: Enric Galcerà
- Productor: Josep Rebull
- Idea original i assessorament: Àlex Barnet
- Guió: Joan Carreras, Xavi Guàrdia.
- Auxiliar de realització: Caterina Vallcorba
- Disseny gràfic: Andrés Cañal
- Muntatge: Fede Andujar
- Muntatge musical: Oriol Vallvé, Montse Ané
- Postproducció d'àudio: Josep Romance
- Operadora de caràcters: Montse Acevedo
- Veu en off: Joan Antoni Ramoneda, Anna Noguera
- Producció associada: Intermedia Produccions